# Cirerer Gros de la Font del Ferro d'Argentona
El Cirerer Gros de la Font del Ferro d'Argentona (Prunus avium, varietat Sylvestris) fou un arbre que es trobava al Parc de la Serralada Litoral, el qual era un cirerer bord declarat patrimoni natural d'Argentona l'any 2003 i que fou abatut pel temporal de vent i neu que va afectar el Maresme l'any 2010.
Va tindre un creixement desmesurat en alçària per la humitat del torrent i la necessitat de competir amb els seus veïns per la llum del sol: el perímetre del seu tronc era de 2,26 m (amb la part baixa d'aquest coberta de molsa gairebé tot l'any), el de la soca 2,81 m i feia prop de 15 m d'alçada. Era el cirerer més gran de la comarca del Maresme.
Era plantat al bell mig de la llera del Torrent de Burriac i l'agradable camí que hi mena, amb les seues 5 fonts molt ben arranjades, fan que l'entorn sigui de gran bellesa. En sortir del poble a la cruïlla del carrer Torrent de la Feu i del passeig de Burriac s'havia de pujar per la pista que surt en direcció sud-oest seguint el torrent, passar fins a cinc fonts, la darrera de les quals és la font del Ferro. Uns 70 metres més amunt d'aquesta, a tocar del torrent, hi era el cirerer.